# Jamu
El jamu (Djamoe en el sistema de ortografía de Van Ophuijsen o ꦗꦩꦸ en Aksara Jawa) es una medicina tradicional procedente de Indonesia. Es, sobre todo, una fitoterapia hecha a base de materiales naturales como raíces, cortezas, flores, semillas, hojas y frutos. También contiene a menudo materiales de origen animal como miel, jalea real, leche y huevos de gallinas locales (ayam kampung).
En el año 2019, el Ministerio de Educación y Cultura de Indonesia reconoce el jamu como patrimonio cultural inmaterial de su país.
El jamu se puede encontrar por toda Indonesia, aunque es más frecuente en Java, donde las Mbok Jamu, javanesas jóvenes o de mediana edad que visten el tradicional kain kebaya y que portan a la espalda una cesta de bambú llena de botellas que contienen esta medicina, viajan por pueblos y ciudades, ofreciéndolo a su paso. En muchas grandes ciudades encontramos vendedoras ambulantes que acarrean jamu en forma de bebida refrescante, edulcorada con miel o azúcar de palma, dado su amargo sabor. 
Grandes empresas como Air Man, Djamu Djago o Sido Muncul también fabrican esta medicina a base de plantas, para luego venderla en farmacias en forma de sobrecitos. Este jamu en sobre debe disolverse en agua caliente antes de su consumición. En la actualidad, esta medicina también se vende en forma de tabletas, comprimidos y cápsulas. Los productores de estos formatos de jamu forman parte de la Asociación de Medicina Tradicional y de Plantas Medicinales conocida localmente como Gabungan Pengusaha Jamu (GP Jamu). Hoy en día, el jamu se ha convertido en una creciente industria local de fitoterapia valorada en millones de dólares. En 2014, esta industria supuso 3 billones de rupias indonesias (73,29 millardos USD) en ventas globales.

## Etimología
El origen de la palabra jamu es javanés. Se deriva de dos palabras javanesas: jawa (ꦗꦮ), que se refiere a “javanés” o “Java” y ngramu (ꦔꦿꦩꦸ), que significa “mezclar” o “reunir” (los ingredientes). Esto se puede traducir más o menos como “la mezcla que realizan los javaneses” o “ la mezcla de Java”.
Otra teoría sugiere que se deriva de un antiguo término javanés, jampi (ꦗꦩ꧀ꦥꦶ en Aksara Jawa) que significa “fórmula mágica” y se refiere a los mantras que recitan los dukuns (los chamanes de esta región) a la pócima. Se cree que era para estos dukuns, inicialmente, un requisito espiritual (sobre todo en ritos de magia negra).

## Centros de producción tradicionales

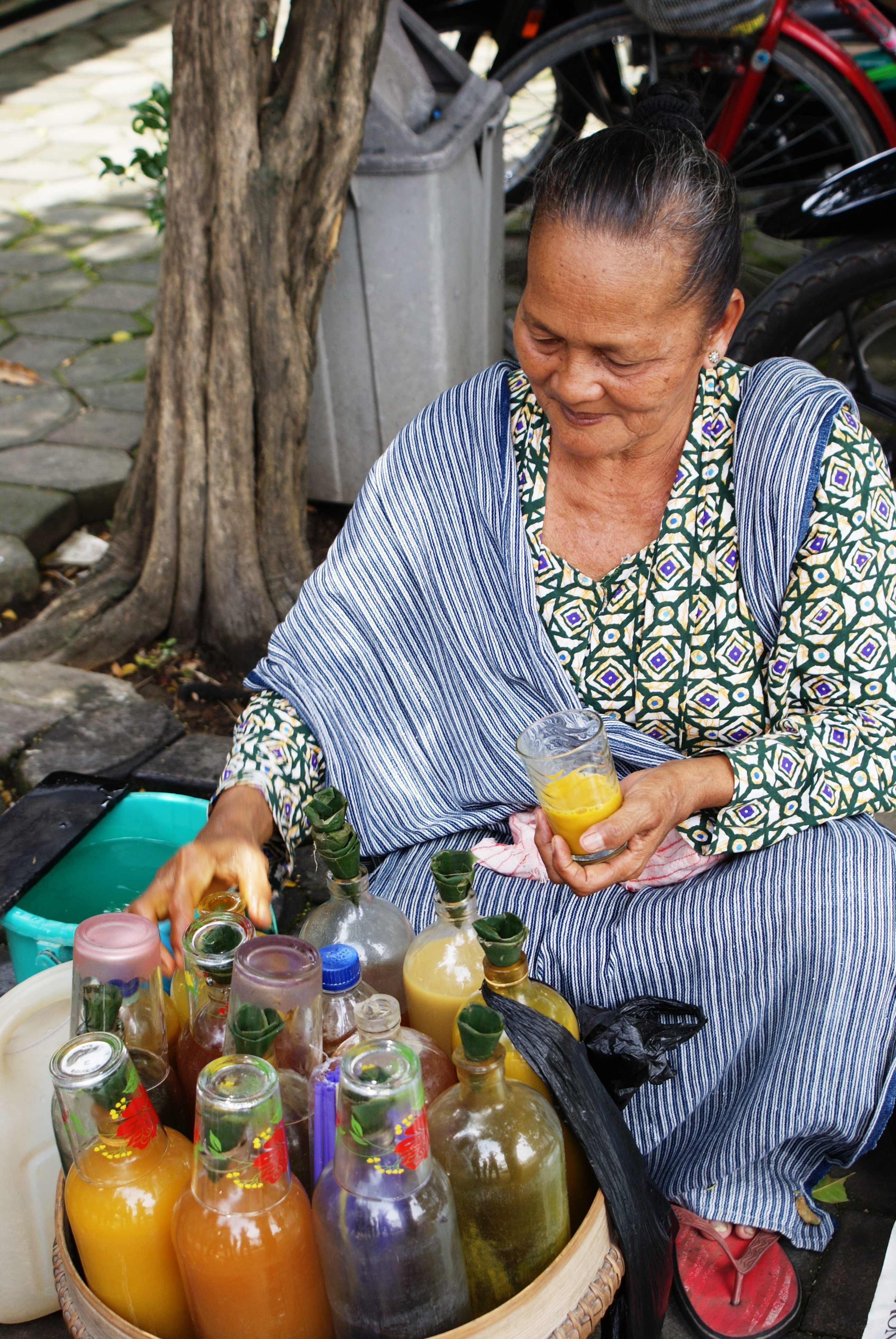
Mbok jamu gendong de edad avanzada, vendedora de jamu.

A pesar de su popularidad en toda Indonesia, la cultura del jamu se impone principalmente en Java. Prevalece también en las cortes reales javanesas de Yogyakarta y Surakarta, en cuyas bibliotecas se guardan los antiguos libros sobre medicina herbal, la cual se prescribe a los nobles y reyes de estos palacios o keratons. De acuerdo con la tradición javanesa, la afamada belleza de las putri keraton (la princesa y las mujeres de palacio) se debe al jamu y a la lulur, una loción tradicional.
Se cree que Sukoharjo, en Java Central, es uno de los centros de la tradición del jamu, y muchas de las vendedoras Mbok Jamu proceden de esta ciudad. De hecho, los comerciantes tradicionales locales de jamu han erigido la estatua de la vendedora de jamu, en el subdistrito de Bulakrejo, como la seña de identidad de este lugar. Comúnmente llamada «la estatua de la vendedora de jamu», muestra a un granjero y a una vendedora de jamu portando sus mercancías. En muchas grandes ciudades como Yakarta, Bandung, Bogor o Surabaya se considera que el origen de las vendedoras de jamu se encuentra en las regiones de Sukoharjo  y, en particular, en el subdistrito de Nguter.

## Historia

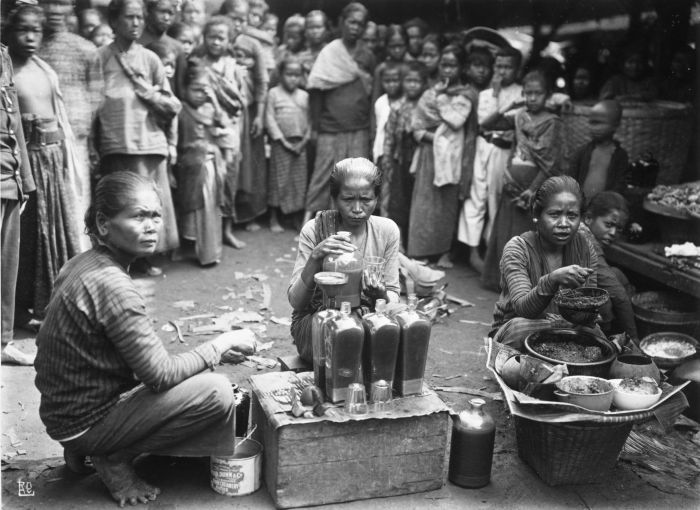
Vendedoras de jamu en Yogyakarta, ca. 1910.

Se afirma que los orígenes del jamu se remontan a la era del reino de Medang (o Mataram), hace unos 1300 años. El mortero de piedra que suele utilizarse en la actualidad para fabricar el jamu, que consiste en un mazo y un mortero con una gran piedra circular, se descubrió en Liyangan, sitio arqueológico situado en las laderas del monte Sundoro, en la provincia de Java Central. Dado que, tanto esta excavación como las reliquias allí encontradas datan de la era del reino de Medang, entre los siglos 8 y 10, se piensa que ya por entonces había arraigado la tradición del jamu. También los bajorrelieves del templo de Borobudur muestran imágenes de personas moliendo con morteros, vendedoras de bebidas, así como médicos y masajistas tratando a sus clientes. Todas estas escenas pueden interpretarse como fitoterapias tradicionales y tratamientos relacionados con la salud en la antigua Java. La inscripción Madhawapura del período Majapahit menciona una profesión específica de mezclador y combinador de plantas (herborista) llamada acaraki. El libro de medicina de Mataram, fechado alrededor del año 1700, contiene 3.000 entradas de recetas de jamu, y un clásico de la literatura javanesa, Serat Centhini (1814), también describe algunos mejunjes a base de esta medicina.
Aunque muy influenciada por la medicina ayurvédica de la India, Indonesia es un vasto archipiélago donde crecen numerosas plantas autóctonas inexistentes en el subcontinente indio y donde, en las zonas más allá de la línea de Wallace, crecen plantas similares a las que se pueden hallar en Australia. La tradición del jamu puede variar de una región a otra, y a menudo se transmite de forma oral, especialmente en zonas remotas del país.
Los dukuns, médicos indígenas, practicaban este tipo de medicina, y aún siguen haciéndolo, aunque generalmente son mujeres las que lo preparan, prescriben y venden por las calles. Por lo general, las distintas prescripciones se transmiten de generación en generación de forma oral, aunque han perdurado algunos manuales antiguos. En 1911, la Sra. Kloppenburg-Versteegh publica un manual que se utiliza en hogares por todas las Indias Orientales (lo que hoy en día se conoce como Indonesia).
A principios del siglo XVII, Jacobus Boncio (Jacob de Bondt), médico en Batavia (la actual Yakarta), es uno de los primeros doctores europeos en estudiar el jamu. Sus escritos contienen información sobre medicina autóctona. Rumphius, que trabajó en Ambon a principios del siglo XVIII, edita un completo libro sobre medicina herbal autóctona de las Indias Orientales. Este libro se llama Herbarium Amboinense. También durante el siglo XIX, médicos europeos que trabajan en estas tierras muestran un gran interés por el jamu, dado que a menudo no sabían cómo tratar las enfermedades de sus pacientes. En 1829, el médico alemán Carl Esperaz también publica sobre el jamu. Y, en las décadas de 1880 y de 1890, A.G. Vordenman divulga amplias descripciones sobre esta medicina. Asimismo, M. Greshoff y W.G. Boorsma llevan a cabo investigaciones farmacológicas sobre fitoterapia en el laboratorio farmacológico del Jardín Botánico de Bogor.

## Popularidad

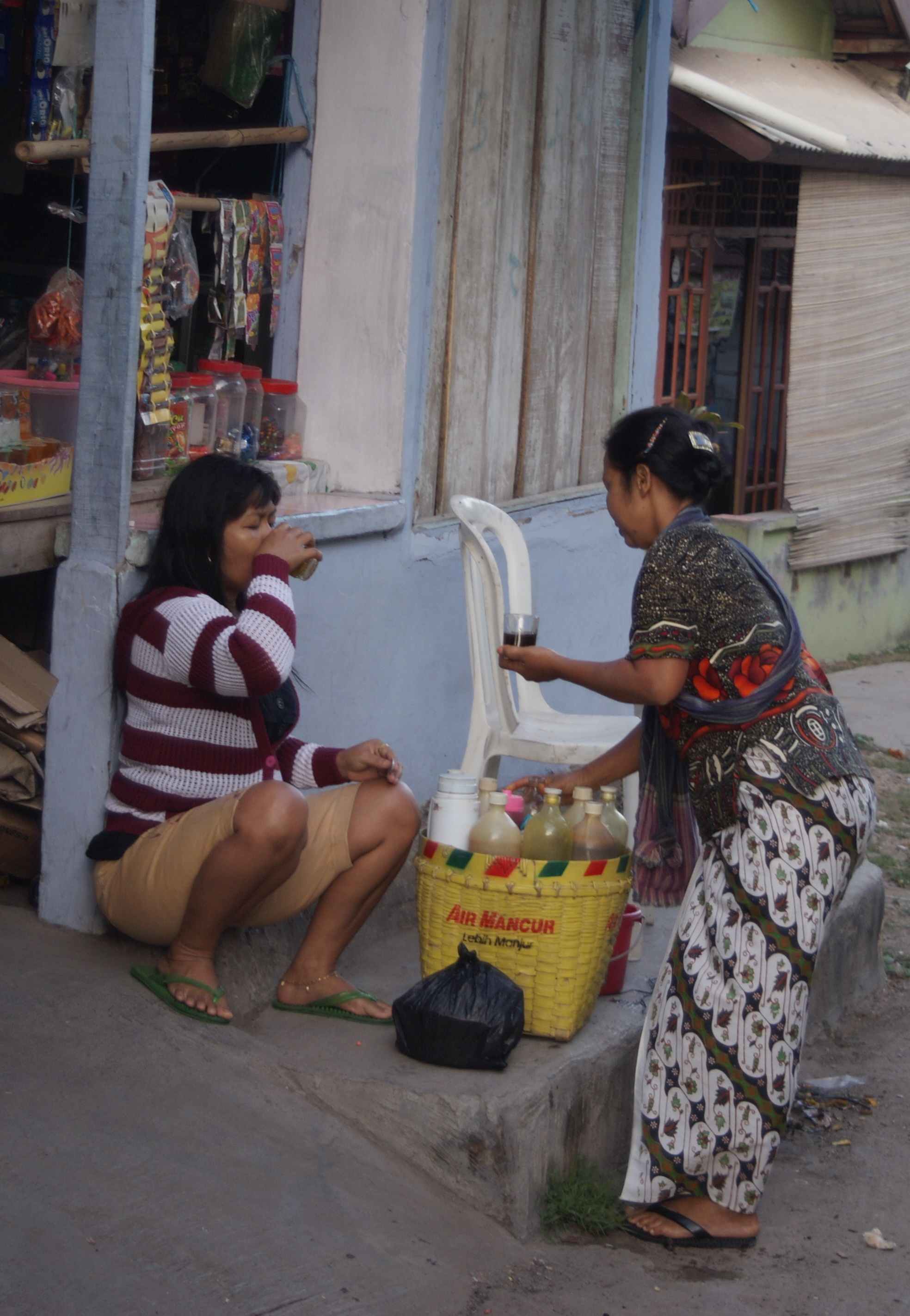
Mbok Jamu, vendedora ambulante de jamu gendong con una clienta.

En un principio, los médicos indonesios no mostraron gran interés en el jamu. Sin embargo, durante la segunda conferencia de la Asociación de Médicos de Indonesia, celebrada en Surakarta (Solo) en marzo de 1940, se exponen dos presentaciones sobre este tema. En 1944, durante la ocupación japonesa de Indonesia, se crea en este país el Comité Jamu. La popularidad de esta fitoterapia sigue ascendiendo durante las siguientes décadas, aunque los médicos tenían opiniones encontradas al respecto.
Según la Asociación de Medicina Tradicional y de Plantas Medicinales (Gabungan Pengusaha Jamu o GP Jamu), se espera que para el año 2014 Indonesia, hogar de múltiples productos derivados de las plantas, habrá incrementado sus ventas nacionales de medicina herbal y tradicional (incluso los cosméticos y los suplementos alimenticios) en un 15 por ciento, hasta 15 billones de rupias indonesias (1,23 millardos USD) en comparación con 2013, debido a la mayor preocupación por la salud de la clase media en este país. De esas ventas totales, el jamu comporta 3 billones de rupias indonesias (73.29 millardos USD).
Diversas personalidades destacadas indonesias apoyan los productos a base de jamu, como el presidente Joko Widodo, la ex primera dama, Tien Soeharto, y figuras empresariales como Mooryati Soedibyo o Jaya Supana. Joko llegó a admitir que había consumido temulawak jahe (jengibre con cúrcuma), una medicina herbal local, durante 17 años, y que creía que había contribuido a reparar sus funciones hepáticas y digestivas, y que le había ayudado en sus actividades cotidianas.

## Formato
Suele distribuirse en formato líquido o en forma de polvo, píldoras o cápsulas. Las formas de distribución más habituales son, por un lado, las «tiendas jamu», donde se pueden comprar los ingredientes o la receta específica que precise el cliente y, por otro, las vendedoras ambulantes de este producto. Hoy en día, también se produce y exporta en masa. Se duda a menudo sobre la calidad, la consistencia y la pureza de este producto, tanto en su forma local como en la manufacturada.

## Otras aplicaciones relacionadas con la salud

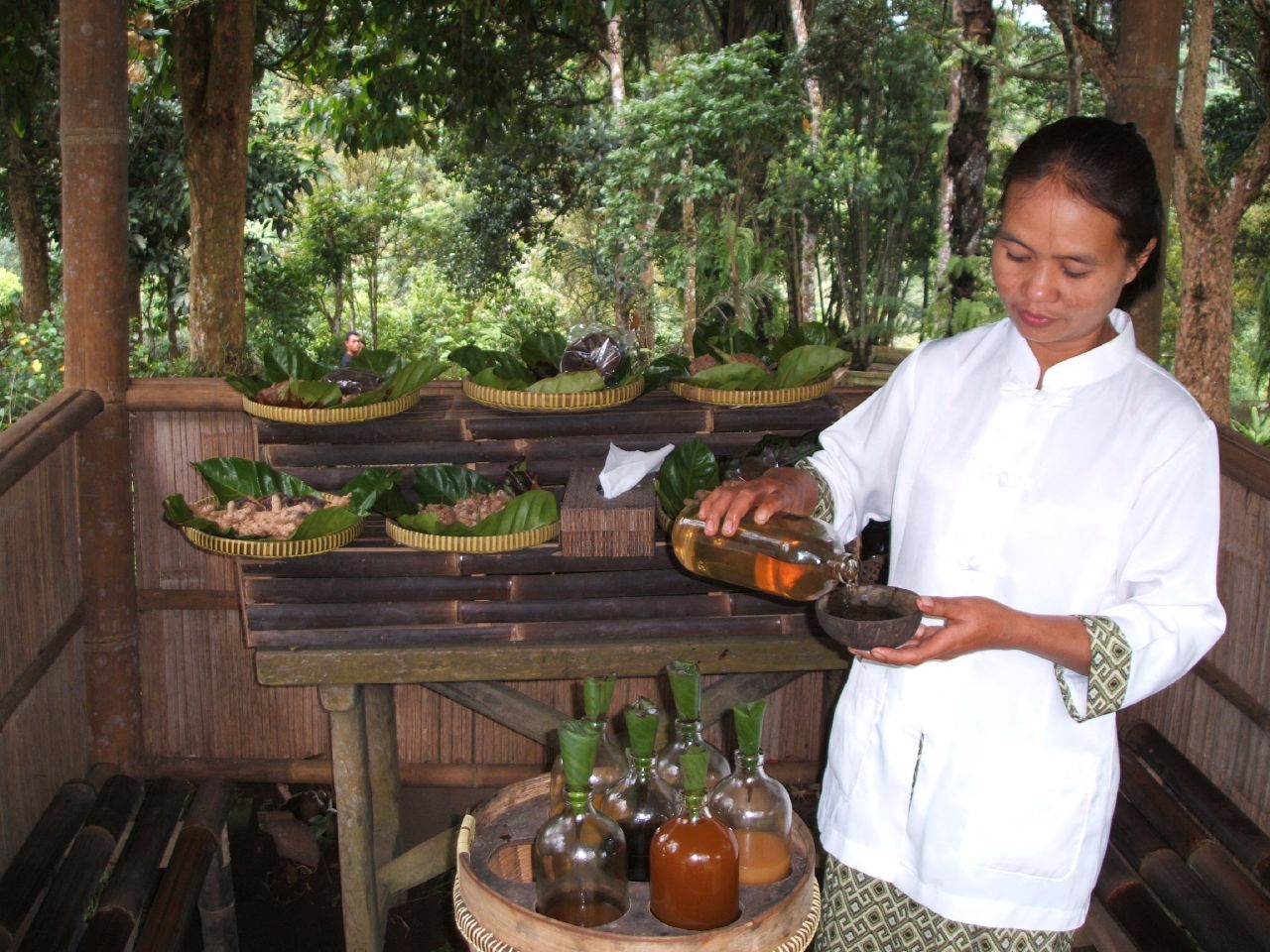
Warung de jamu en Java Central.

El jamu también se utiliza para otros asuntos relacionados con la salud; por ejemplo, se ha publicitado que puede intensificar el placer sexual y, tradicionalmente, también se utiliza para tratar el trauma posparto. Algunos tipos de jamu aumentan la resistencia sexual de los hombres, mientras que otros sirven para tensar la vagina de las mujeres (con nombres como Sari Rapat («Esencia de tensión»), Rapat Wangi («Tenso y fragante»), e incluso Empot Ayam («Tenso como un culo de pollo»). Algunos de ellos han sido exportados a lugares tan lejanos como Kenia, bajo el nombre Tongkat ajimat madura. 

## Hierbas aromáticas para preparar jamu
Se utilizan cientos de variedades de hierbas aromáticas en prescripciones de jamu, entre ellas:
- Rizomas:
  - Bengle (Zingiber brevifolium), un tipo de jengibre
  - Jahe Ginger (Zingiber officinale), el jengibre más conocido
  - Jengibre aromático (Kaempferia galanga)
  - Cúrcuma (Curcuma domestica)
  - Jengibre amargo (Zingiber zerumbet o Zingiber aromaticum)
  - Galanga mayor (Alpinia galanga)
  - Cúrcuma de Java (Curcuma xanthorrhiza)

- Hojas:
  - Brotowali (Tinospora crispa o Tinospora tuberculata rumphii)
  - Sambang Darah (Excoecaria cocinchinensis o Excoecaria bicolor)
  - Brasilete de la India (Caesalpinia sappan)

- Semillas:
  - Hinojo (Foeniculum vulgare Mill)

- Frutas:
  - Tomate de Brihuega (Physalis angulata)
  - Lima (Citrus aurantifolia Swingle)
  - Nuez de Tamanu (Calophyllum inophyllum)

- Cortezas:
  - Canela de Java (Cinnamomum burmannii)

- Flores:
  - Flor de cananga (Cananga odorata)
  - Sampaguita (Jasminum sambac)
  - Imperata cylindrica (Gamineae)

## Elementos del jamu de origen no vegetal
Se usan a menudo materiales de origen animal, tales como:
- Insectos:
  - Miel
  - Jalea real
  - Larvas de abeja
  - Ciertos tipos de insectos, incluidas larvas
  - Hormigueros

- Productos ganaderos y derivados:
  - Leche procedente de animales de varias especies: vacas, búfalos, cabras y caballos.
  - Bilis de cabra

- Aves de corral:
  - Huevos de gallinas locales (ayam kampung)

- Animales acuáticos:
  - Caballitos de mar disecados
  - Pepinos de mar secos